# Missing…Presumed Having a Good Time
Missing...Presumed Having a Good Time — единственный официальный студийный альбом группы The Notting Hillbillies, вышедший в 1990 году.

## Об альбоме
Я думаю, что весь альбом замечательный, а Railroad Worksong - особенно, непосредственное обращение к слушателю посредством музыки и слов. Звучит очень мудро и спокойно— Английский музыкальный журналист Тимоти Вайт, Радиоинтервью, посвящённое выходу альбома
Альбом был записан в 1990 году. Фронтмен группы и продюсер альбома Марк Нопфлер в радиоинтервью заявил, что «…альбом не чисто народный, хоть и весьма легко нам дался… …Не всегда так выходит, но иногда выпадает такое счастье. То, что не можешь выразить словами… можно сыграть».
Существует два варианта видео на песню Railroad Worksong — видеоклип с чёрно-белыми кадрами кинохроники и видеозапись концерта.

## Список композиций
|    | Песня                   | Длительность | Автор                                                |
| -- | ----------------------- | ------------ | ---------------------------------------------------- |
| 1  | Railroad Worksong       | 5:29         | Народная песня                                       |
| 2  | Bewildered              | 2:37         | Whitcup/Powell                                       |
| 3  | Your Own Sweet Way      | 4:32         | Марк Нопфлер                                         |
| 4  | Run Me Down             | 2:25         | Народная песня                                       |
| 5  | One Way Gal             | 3:10         | Народная песня                                       |
| 6  | Blues stay Away from Me | 3:50         | Alton Delmore, R. Delmore, Wayne Raney, Henry Glover |
| 7  | Will You Miss Me        | 3:52         | Steve Phillips                                       |
| 8  | Please Baby             | 3:50         | Народная песня                                       |
| 9  | Weapon of Prayer        | 3:10         | I. Louvin, C. Louvin                                 |
| 10 | That’s Where I Belong   | 2:51         | Brendan Croker                                       |
| 11 | Feel Like Going Home    | 4:52         | Чарли Рич                                            |

## Особенности японского релиза
Альбом был записан в 1990 году, выпущен для Японии в связи с повышенным спросом на музыку фронтмена группы в стране.
Для японского альбома была использована национальная упаковка. В оформление конверта включена так называемая Оби-полоса (по аналогии с элементом национальной одежды Оби). По мнению экспертов этот маркетинговый инструмент, часто используемый для японских лейблов придаёт альбому уникальный колорит. Описываемый предмет представляет собой небольшой листок бумаги с запахом, на котором приведено большое количество информации — специальные мероприятия, даты концерта, информация о дискографии и релизе. Для того, чтобы предлагать альбом на локальном рынке, информация напечатана на японском языке (кандзи и кана).
Само музыкальное наполнение альбома повторяло наполнение основного альбома Missing...Presumed Having a Good Time

## Музыканты
| Музыкант                       | Инструменты                    | Примечания                                      | Автор песен                    |
| Первоначальная идея (май 1986) | Первоначальная идея (май 1986) | Первоначальная идея (май 1986)                  | Первоначальная идея (май 1986) |
| ------------------------------ | ------------------------------ | ----------------------------------------------- | ------------------------------ |
| Марк Нопфлер                   | гитара, вокал                  | Создатель идеи, фронтмен, продюсер              | Your Own Sweet Way             |
| Стив Филлипс                   | гитара, вокал                  | Играл с Марком и Бреданом в школьном коллективе | Will You Miss Me               |
| Брендан Крокер                 | гитара, вокал                  | Играл с Марком и Стивом в школьном коллективе   | That’s Where I Belong          |
| Окончательный коллектив (1990) |                                |                                                 |                                |
| Гай Флетчер                    | Клавишные, вокал               | Присоединился к группе перед записью альбома    |                                |

| Музыкант     | Музыкант        | Инструменты            |
| ------------ | --------------- | ---------------------- |
| Эд Бинкелл   | (Ed Bicknell)   | Барабаны               |
| Маркус Клифф | (Markus Cliffe) | Бас                    |
| Пол Франклин | (Paul Franklin) | Гавайская слайд-гитара |
| Билл Шне     | (Schnee, Bill)  | Сведение альбома       |

| Автор                         | О персоне                                | Примечания                         | Песни                   |
| ----------------------------- | ---------------------------------------- | ---------------------------------- | ----------------------- |
| Олтон Делмор (Alton Delmore)  | Участники группы «The Delmore Brothers»  | Песня была написана в 1949         | Blues stay Away from Me |
| Рэйбон Делмор (Rabon Delmore) | Участники группы «The Delmore Brothers»  | Песня была написана в 1949         | Blues stay Away from Me |
| Уэйн Рэйни (Wayne Raney)      | Участники группы «The Delmore Brothers»  | Песня была написана в 1949         | Blues stay Away from Me |
| Генри Гловер (Henry Glover)   | Участники группы «The Delmore Brothers»  | Песня была написана в 1949         | Blues stay Away from Me |
| Чарли Рич (Charlie Rich)      | Автор и исполнитель песен в стиле кантри | Песня была написана в конце 1970-х | Feel Like Going Home    |
| Чарли Лувин (Charlie Louvin)  | Участники группы «The Louvin Brothers»   | Песня была написана в 1962         | Weapon of Prayer        |
| Айра Лувин (Ira Louvin)       | Участники группы «The Louvin Brothers»   | Песня была написана в 1962         | Weapon of Prayer        |

## Некоторые релизы
Альбом неоднократно переиздавался ведущими звукозаписывающими компаниями:
| Год выпуска | Носитель | Лейбл        | Номер по каталогу |
| ----------- | -------- | ------------ | ----------------- |
| 1988        | CD       | Warner Bros. | 2-26147           |
| 1990        | LP       | Warner Bros. | 26147             |
| 1988        | CS       | Warner Bros. | 4-26147           |
| 1993        | CD       | Vertigo      | 8426712           |
| 2000        | CD       | Mercury      | 5466012           |

Варианты оформления CD и LP кардинально различались второй (задней) стороной: на CD размещена фотография музыкантов в декорациях, а на конверте LP — четыре портрета музыкантов, напоминающие оформление первых альбомов группы.

## Чарты
| Год  | Место | Страна         | Хит-парад                                 |
| ---- | ----- | -------------- | ----------------------------------------- |
| 1990 | 2     | Норвегия       | Norway Albums Chart                       |
| 1990 | 2     | Великобритания | UK Albums Chart                           |
| 1990 | 3     | Австрия        | Austria Albums Chart                      |
| 1990 | 3     | Швейцария      | Switzerland Albums Chart                  |
| 1990 | 6     | Австралия      | Australia ARIA Albums Chart               |
| 1990 | 6     | Италия         | Italy Albums Chart                        |
| 1990 | 8     | Швеция         | Sweden Albums Chart                       |
| 1990 | 52    |                | Billboard 200                             |
|      | 20    |                | Billboard Single (Mainstream Rock Tracks) |

| Год              | Место                  | Место                | Примечания            |
| ---------------- | ---------------------- | -------------------- | --------------------- |
| 31 мая 1986 года | Великобритания, Лидс   | Grove pub in Holbeck | Ещё до записи альбома |
| 1998             | Великобритания, Лондон |                      |                       |
| 1999             | Великобритания, Лондон |                      |                       |